# Mil sols esplèndids
Mil sols esplèndids (títol: A Thousand Splendid Suns) és una novel·la escrita en anglès per l'escriptor nord-americà d'origen afgà Khaled Hosseini. Publicada en català el 2007 per l'editorial Ara llibres, és la segona obra de l'autor després de El caçador d'estels, el best-seller que li va donar celebritat internacional el 2003. L'any de la seva publicació, a més a més de rebre nombroses crítiques favorables, va arribar a posicionar-se en el número 2 a la llista de best-sellers d'Amazon.

## Títol
El títol del llibre fa referència a un poema del segle xvii del persa Saib-e-Tabrizi titulat Kabul. La traducció del poema a l'anglès, obra de Josphine Davis, no és literal, però intenta recrear les imatges que apareixen en el poema original. No existeix una traducció directa al castellà, però sí una traducció des de l'anglès, feta per Gema Moral Bartolomé, trobem els versos següents:

Eren incomptables les llunes que brillaven sobre els seus terrats,

o els mil sols esplèndids que s'ocultaven rere els seus murs.

També es fa referència al títol a l'últim capítol, on diu «Però, sobretot, es troba en el cor de Laila, on brilla amb la resplendor de mil sols».

## Argument[2]
La novel·la narra la història de Mariam i Laila, dues dones afganeses, durant tres dècades de la història de l'Afganistan, amb la invasió soviètica, la guerra, el règim dels talibans i l'arribada dels nord-americans com a teló de fons. S'hi conten els patiments de vides unides tràgicament per la guerra, la seva lluita per sobreviure i trobar la felicitat: i també una història d'amor que sobreviu a totes les adversitats. Està dividida en quatre parts: la primera se centra exclusivament en Mariam, una de les dues dones; la segona i la quarta introdueixen el lector en la vida de la jove Laila; i la tercera va alternant entre les dues protagonistes en cada capítol.

### Primera part
La novel·la comença amb la presentació del personatge de Mariam, una nena de cinc anys que viu amb la seva mare, Nana, en un petit kolba (‘cabanya’). Mariam és filla il·legítima de Yalil, un home adinerat i un prestigiós veí d'Herat que va deixar embarassada la seva serventa. En conèixer l'embaràs de Nana, Yalil va ordenar construir un kolba als afores de la ciutat perquè ella hi pogués donar a llum i criar la seva filla. Des que Mariam és només una nena, la seva mare no deixa de recordar-li que va néixer com una harami (‘bastarda’) i que està destinada a patir durant tota la seva vida, igual que ella. Malgrat això, Mariam passa la seva infància esperant ansiosament la visita del seu pare cada dijous. Ella sap que ell té tres esposes i altres deu fills que viuen a la seva casa d'Herat, però mai ha anat a visitar-lo per la desgràcia que suposa, per a la societat en què viuen, ser una harami. Així i tot, somia amb viure amb ell i els seus germans en aquella casa, però no s'atreveix a explicar-ho a la seva mare perquè és conscient de l'aversió que aquesta sent per Yalil. Les úniques visites que reben, a més de les de Yalil, són les de l'amable ulema Faizulá, que es va preocupar d'inculcar a Mariam l'Alcorà, i Bibi yo, que anava acompanyada de la seva família portant dolços i les últimes notícies de la ciutat.
El dia que Mariam fa quinze anys, demana al seu pare que la porti al cinema, del qual ell n'és propietari, a veure Pinotxo. Nana s'hi oposa i prega a la seva filla que no hi vagi; no obstant això, Yalil havia promès a Mariam que passaria a buscar-la. Mariam espera durant hores a la porta del seu kolba, però el pare no hi apareix. Llavors Mariam decideix anar a Herat per trobar-hi la casa on Yalil viu amb la seva família. Una vegada a la ciutat, demana a un senyor que la guiï i ell la porta a la casa. Ella demana veure’l, però li diuen que Yalil no hi és en aquell moment, i ella decideix esperar-lo; després li diuen que és fora de la ciutat i ella decideix esperar-lo a la sendera. L'endemà, el xofer li diu que se n'ha d'anar i ella intenta per la força entrar a la casa. En aquell moment descobreix que el seu pare l'estava guaitant des de la finestra. Llavors sent una terrible desil·lusió, ja que ell ha deixat que passés la nit fora de casa seva com una captaire, i Mariam sent que s'avergonyia d'ella.
Quan torna al kolba, Mariam troba el cos sense vida de la seva mare, qui, sumida en la desesperació, havia decidit penjar-se d'un salze. Mariam, trencada pel dolor i desolada, ha d'anar a viure a la casa del seu pare, on rep un fals suport, ja que és deixada en un dormitori tota sola. Yalil i les seues esposes decideixen casar Mariam amb un vidu trenta anys més gran que ella, Rashid, un sabater de classe mitjana procedent de Kabul. Malgrat l'oposició i el rebuig de Mariam, Yalil l'obliga a contreure-hi matrimoni i a anar-se'n a viure amb el seu marit a la capital afganesa. Abans de partir definitivament d'Herat, Mariam demana a Yalil que mai torni a visitar-la i l'adverteix que, des d'aquell moment, mai podria reconèixer-lo com a pare.
Ja a Kabul, Mariam comença a adaptar-se a la seva nova vida de casada al costat d'un home a qui gairebé no coneix. En un primer moment, Rashid es mostra amable amb ella i li deixa temps perquè s'acostumi a la situació, però de seguida li fa entendre que ha d'exercir el seu paper de muller i ha de començar a fer les tasques de la casa i a cuinar. De l'anterior matrimoni de Rashid havia nascut un nen que es va ofegar en un tràgic accident; per això, Rashid està entusiasmat amb la idea de tenir un altre fill. Encara que Mariam queda prompte embarassada, Rashid decideix portar-la a un bany turc. Mariam perd el fill i la seva relació amb Rashid fa un gir dràstic; aquest deixa de ser cordial amb ella, la maltracta físicament i psicològicament. En quatre anys que han passat des de la pèrdua, Mariam té altres set embarassos fallits.

### Segona part
Laila és una nena preciosa que viu al mateix carrer de Rashid i Mariam. Els seus pares provenen de la regió de Tayik: Hakim, un home obert de mentalitat, professor a l'escola, i Fariba, que ja té altres dos fills homes, Ahmad i Nur. Hakim està compromès amb l'educació de la seva filla i espera que quan creixi pugui fer alguna cosa pel seu país.
Quan Laila tenia dos anys, els seus germans van marxar a Panjshir per unir-se als mujahidins i lluitar contra l'ocupació soviètica de l'Afganistan. Gairebé no els recorda, però l'obsessió de la seva mare per ells fa que Laila sempre els tingui presents. Sembla que Fariba oblida que té una altra filla i només pensa en els dos fills, per als quals fa plans contínuament. L'única companyia de Laila és el seu amic Tariq, un noi de qui els altres nois del barri se'n riuen, perquè va perdre una cama en la guerra.
Un dia, Fariba rep la terrible notícia que els seus dos fills, Ahmad i Nur, s'han convertit en màrtirs de la guerra. Mai més es recuperarà d'aquesta pèrdua. Mentrestant, la relació de Laila i Tariq s'aferma cada vegada més i s'enamoren perdudament l'un de l'altre.
Després de la victòria dels mujahidins, la guerra civil arriba a Afganistan i Kabul comença a ser bombardejat. Una de les amigues de l'escola de Laila mor després d'un atac contra civils en el qual milers de cases queden destruïdes. Davant aquesta situació, la família de Tariq decideix abandonar Kabul i Laila se sent abatuda per la imminent separació que els ofereix aquesta decisió. No obstant això, Tariq vol estar al costat de Laila i li demana matrimoni per poder escapar junts, però Laila es veu obligada a rebutjar la proposta perquè considera que ella és l'única esperança que queda als seus pares per seguir endavant i no pot abandonar-los. Aquella mateixa nit s'acomiaden després d'haver tingut sexe per primera vegada.
Disset dies després que Tariq hagi marxat i, a conseqüència de la malaltia de Fariba, la família de Laila també decideix abandonar Kabul i anar a un lloc més segur. Laila està entusiasmada amb la idea de tornar a veure Tariq en algun lloc de món, però el seu somni es veu frustrat quan un míssil cau a casa seva i la destrueix per complet. Laila aconsegueix sobreviure, però perd els seus pares.

### Tercera part
Rashid acull a casa seva Laila i entre Mariam i ell aconsegueixen guarir-li les ferides. Pocs dies després, Mariam li anuncia la visita d'un home que diu que ha conegut Tariq. El visitant, que es fa dir Abdul Sharif, explica a Laila que quan viatjava en una camioneta amb Tariq, un míssil va caure sobre el vehicle i Tariq va perdre la vida. Laila queda destrossada, però poc de temps després descobreix que espera un bebè de Tariq, i aquest fet li retorna part de les seves esperances. Entretant, Rashid li ofereix la possibilitat de casar-se amb ell per tenir una llar. Laila accepta la proposició i decideix fer passar el seu futur bebè, el pare biològic del qual és Tariq, com si fos fill de Rashid.
En un primer moment, Mariam no suporta la situació que està vivint a la seva pròpia casa. Ella no va poder tenir fills i la presència de la jove i bella Laila fa que se senti encara més una molèstia. Rashid, després d'assabentar-se de l'embaràs de Laila, comença a tractar-la com una malika (reina) i a Mariam com una esclava que ha de complir les seves ordres i les necessitats de Laila. No obstant això, quan Laila dona a llum una nena, Rashid es transforma i abandona la cordialitat amb la qual havia tractat la seva segona muller.
Aziza, el bebè de Laila i Rashid, sent des del primer dia el rebuig del seu suposat pare. És llavors quan Mariam i Laila comencen a establir una relació que les unirà per tota la vida. Una vegada han deixat enrere les hostilitats, es converteixen en confidents l'una de l'altra i es tornen tan inseparables com una mare de la seva filla. Laila confessa a Mariam que estava planejant escapar de ca Rashid i que tenia unes monedes estalviades que havia aconseguit furtar-li. Ambdues intenten fugir a Peshawar, a Pakistan, però a l'estació un home desconegut a qui havien demanat ajuda les traeix i les delata davant la policia; després de ser detingudes, són retornades a la casa de Rashid. El marit, furiós, amenaça de mort i maltracta les dues dones i la nena i les reclou en diferents habitacions sense aliments ni aigua durant diversos dies.
Uns anys més tard, Laila torna a quedar-se embarassada. Aquesta vegada serà un home, Zalmai, qui, des del primer moment, acapara totes les mirades del seu pare. En aquesta mateixa època, els talibans aconsegueixen el poder a Afganistan i tot queda manipulat per les seves forces; prohibeixen la televisió, les pel·lícules i els llibres, excepte l'Alcorà. Les dones no poden treballar, ni portar la roba que desitgin, ni pintar-se les ungles, etc., i es veuen relegades al paper de mares i mestresses de casa sotmeses al marit. Des d'aquest moment, l'assistència mèdica a les dones és inexistent i, quan arriba l'hora que Laila doni a llum, les condicions són infrahumanes; el part es duu a terme mitjançant una cesària que Laila ha de sofrir sense anestèsia perquè l'hospital no en tenia. Sembla que a Rashid això no li importa; només pensa que el naixement d'un fill mascle és per a ell un somni fet realitat.
Uns anys després del naixement de Zalmai, una sequera s'estén sobre Afganistan i la fam i l'escassetat d'aliments es fan patents entre la població. A més, la sabateria de Rashid s'incendia i la família queda sumida en la misèria. Davant aquesta situació, Rashid decideix internar Aziza en un orfenat. Laila protesta desconsoladament però és incapaç d'evitar-ho, per la qual cosa ha de resignar-se i conformar-se d'intentar visitar regularment la seva filla. Rashid comença a adduir excuses per no acompanyar-la a l'orfenat, i això dificulta que Laila pugui visitar la seva filla, ja que quan els talibans veuen una dona tota sola pel carrer, la maltracten la retornen amb el seu marit.
Un dia, Laila reconeix pel carrer un home, lleument coix: és Tariq. Aquest la visita a casa seva mentre Rashid està treballant, i li explica que la història de la seva mort no havia estat més que un ardit de Rashid per fer-la creure que l'amor de la seva vida havia mort. Ara Tariq viu a Rawalpindi, després d'haver estat en un camp de refugiats, d'haver presenciat la mort dels seus pares i d'haver estat empresonat uns anys en ser enxampat per la policia quan transportava una jaqueta plena d'haixix que un traficant li havia encomanat portar al comprador. Laila li parla de la seva filla Aziza, de com Rashid la manté en un orfenat, i li demana que torni l'endemà per poder anar a conèixer-la. Aquell mateix dia, Zalmai li explica, innocentment, al seu pare que havien rebut la visita d'un senyor coix. Rashid s'enfurisma i copeja brutalment Laila amb el cinturó mentre li confessa que sempre va saber que Aziza era una bastarda que no era filla seva. Una vegada a terra, intenta escanyar-la, però Mariam li assesta un cop al cap amb una pala, i el deixa mort a terra.
Quan Laila recupera la consciència, veu Rashid sense vida a terra. Mariam li demana que fugi amb Tariq, Zalmai i Aziza i que abandonin Kabul. Mariam no pot anar-se'n perquè es troben el cadàver de Rashid, els talibans perseguirien les dues dones durant la resta de les seves vides. Laila, a desgrat seu, escapa cap al Pakistan, on finalment es casa amb Tariq. Mariam, per la seva banda, decideix lliurar-se als talibans, confessa el crim i és executada en públic.

### Quarta part
El 2003, quasi dos anys després de la caiguda dels talibans arran de la invasió estatunidenca de l'Afganistan, Laila i Tariq decideixen tornar al seu país. Fan una parada a Herat, el poble on Mariam va créixer. Allà, el fill de l'Ulema Faizulá lliura a Laila un paquet que Yalil, el pare de Mariam, havia deixat allà anys enrere perquè el lliuressin a la seva filla. Dins hi havia una suma de diners gran, una cinta de vídeo amb la pel·lícula Pinotxo i una carta per a Mariam en què explicava com de penedit estava per haver fet que es casés amb un home que no estimava. Laila i Tariq tornen a Kabul i ajuden a restaurar l'orfenat gràcies als diners de l'herència de Mariam. Laila es converteix en la mestra i torna a quedar embarassada. En l'escena final, la família escull noms d'home, donant a entendre que si el futur bebè és una nena, portarà el nom de Mariam.

## Personatges[3]

### Personatges principals
- Mariam Ahuile: Neix a Herat el 1959, filla il·legítima de Nana i de Yalil. Durant tota la vida, viu avergonyida de la seva condició de harami (‘bastarda’ en persa) i aquesta sensació l'acompanyarà fins al final. No obstant això, l'amistat que estableix amb Laila recobre la bondat i la força que sempre l'han acompanyat.
- Laila: Jove guapa i intel·ligent, nascuda el 1978, que prové d'una família de classe treballadora. Després de la pèrdua sobtada dels seus pares, es casa amb Rashid per tenir una llar i un pare per a la seva filla, Aziza. En un principi, Mariam, l'altra muller de Rashid, es mostra hostil amb ella, però després del naixement d'Aziza, la seva relació es tornarà molt més afectuosa i les seves vides aniran evolucionant en paral·lel al llarg de l'obra.
- Rashid: Marit de Mariam i de Laila. Es casa amb Mariam per mitjà de Yalil, el pare d'aquesta. Té una botiga de reparació de sabates i és bastant més vell que Mariam i Laila. Anteriorment havia tingut una altra muller i un fill, però tots dos van morir. El seu desig principal és tornar a tenir un fill mascle. Simpatitza amb els mujahidins i els talibans però no practica sempre el que predica. Requereix que les seves mullers portin burka en públic, i exerceix la violència sobre aquestes i sobre la seva filla.
- Tariq: Veí i millor amic de Laila durant la infància; esdevé el seu primer amor; és el pare del seu primer fill, Aziza; i acaba casant-se amb ella.
- Aziza: Filla de Laila i Tariq.
- Zalmai: Fill de Laila i Rashid.

### Personatges secundaris d'Herat
- Nana: Mare de Mariam.
- Yalil: Pare de Mariam.
- Ulema Faizulá: Tutor de Mariam, no només li ensenya a llegir l'Alcorà, sinó que esdevé una figura que li aporta força i reconfort.
- Bibi jo: Amiga de Nana que la visita per a contar-li xafarderies i queixar-se. El marit de Bibi jo era un amic del pare de Nana. Bibi jo sovint revela informació sobre Jalil que Nana no seria capaç d'obtenir d'altres fonts.
- Jadiya: Primera esposa de Yalil, mare de quatre fills. Secunda Afsun en la idea de casar Mariam amb Rashid.
- Afsun: Una de les dones de Jalil, i mare de Nilofaur.
- Nargis: Tercera muller de Yalil, mare de tres fills. Secunda Afsun en la idea de casar Mariam amb Rashid.
- Nilofaur. Filla de vuit anys de Yalil i Afsoon. Coneix Mariam quan aquesta viu a ca Yalil, després de la mort de Nana. La petita Nilofaur confessa a Mariam que la seva mare ha dit que Mariam no és realment germana seva. Amb tot, Nilofaur és afectuosa i assegura a Mariam que no li importa que Mariam sigui la seva germana.
- Ramin: Fill de Yalil. Porta menjar i altres provisions a Nana i Mariam en un carretó una vegada al mes. De vegades va acompanyat del seu germà Muhsin i d'altres del seu germà Farhad.
- Muhsin: fill de Yalil, d'una de les seves mullers legítimes.
- Farhad: fill de Yalil, d'una de les seves mullers legítimes.
- Atieh: Filla de Yalil.
- Saideh: Filla de Yalil.
- Naheed: Filla de Yalil.

### Personatges secundaris de Kabul
- Hakim: Pare de Laila, Ahmad i Nur.
- Fariba: Mare de Laila, Ahmad i Nur.
- Abdul Sharif: Visitant inesperat que informa Laila de la suposada mort de Tariq.
- Ahmad: Germà de Laila que mor en la guerra amb Nur, l'altre germà.
- Nur: Germà de Laila que mor en la guerra amb Ahmad, l'altre germà.
- Jadim: Nen que viu prop de Laila i que l'assetja esquitxant-la amb una pistola d'aigua plena d'orina. Tariq defensa Laila fins que Jadim la deixa en pau.
- Yunus: Primer fill de Rashid, nascut del seu primer matrimoni i ofegat en un llac amb pocs anys mentre el seu pare dormia després d'una borratxera.

## Recepció
Lev Grossman, a la revista Time la va situar en el número 3 del Top 10 dels llibres de ficció del 2007 i va elogiar l'obra amb la següent afirmació: «Una guia densa, rica i comprimida capaç de suportar el que no es pot suportar». Jonathan Yardley va comentar a The Washington Post Book World: «Només per si vostè es pregunta si Mil sols esplèndids és tan bona com El caçador d'estels, li respondré que no, que és molt millor».

## Adaptacions
Columbia Pictures va comprar el 2007 els drets de la novel·la per produir una futura pel·lícula. Steve Zaillan era l'encarregat del guió i era el candidat per dirigir el film, mentre que Scott Rudin en seria el productor.